# Franz Albert Schneider
Franz Albert Schneider (* September 1802 in Hayn, Königreich Sachsen; † 30. Oktober 1887 in Hamburg) war ein deutscher Kaufmann.

## Leben
Franz Albert Schneider war Sohn eines Hauptmanns. Sein Vater starb noch vor seiner Geburt und auch seine Mutter starb früh, worauf er von Verwandten erzogen wurde. Im Alter von vierzehn Jahren begann er in Frankfurt am Main eine kaufmännische Lehre, arbeitete danach als Kommis in Leipzig und ging 1826 als Buchhalter nach Mexiko. Dort wurde er Teilhaber eines Unternehmens, das als Ebert & Schneider und später als Franz Schneider & Co. firmierte. Schneider war preußischer Konsul und Friedrich Wilhelm IV. verlieh ihm den Titel Kommerzienrat. 1848 kehrte er wohlhabend nach Europa zurück und ließ sich in Hamburg nieder, wo er nicht mehr geschäftlich tätig wurde. Er war Vorstandsmitglied der Wasch- und Badeanstalt und der 4. Warteschule.
Schneider gehörte von 1859 bis 1862 der Hamburgischen Bürgerschaft als Abgeordneter an.